# 2331 Parvulesco
2331 Parvulesco (1936 EA) là một tiểu hành tinh vành đai chính được phát hiện ngày 12 tháng 3 năm 1936 bởi E. Delporte ở Uccle.